# Raouf Hadj Mohamed
Raouf Hadj Mohamed (Gent, 1978) is een Vlaams acteur.
Hij raakte bij het grote publiek bekend om zijn rol als Latif in de film Schellebelle 1919. Meer bekendheid kreeg hij toen hij als Fuat Karaca een van de hoofdrollen in de VTM-reeks Danni Lowinski vertolkte.

## Filmografie
- De puta madre (2006) - als Fre
- Kaat & co (2006) - als Rachid
- Familie (2007) - als bokser
- Matroesjka's 2 (2008) - als arabier
- LouisLouise (2008) - als Fabio
- Wolfseinde (2008) - als Colombiaanse gangster
- Familie (2009) - als Driss
- Flikken (2009) - als buitenwipper
- Zone Stad (2010) - als Fouad Benzakour
- Schellebelle 1919 (2011) - als Latif
- Code 37: De Film (2011) - als winkeluitbater
- De Ronde (2011) - als Ali
- Innocent Belgium (2012) - als Moussa
- Danni Lowinski (2012) - als Fuat Karaca
- 11 (2014) -
- Voor wat hoort wat (2015) - als inspecteur
- De Bunker (2015) - als Rahim Nabilsi
- Motel Motel (2016) - als Beliar
- Vermist (2016) - als Nahim Bensalem
- Tabula rasa (2017) - als forensisch specialist
- Lisa (2022, 2023) - als Bruno
- Arcadia (2023, 2025) Agent Algoritme